# 1953-as Formula–1 német nagydíj
Az 1953-as Formula–1-es világbajnokság hetedik futama a német nagydíj volt.

## Futam
Az évad hetedik futama a német nagydíj volt, a hírhedt Nürburgring Nordschleife pályán. Alberto Ascari ismét az első rajtkockából indult, és a verseny leggyorsabb körét is megfutotta, de a 15. körben meghibásodott a motorja, majd autót cserélt Luigi Villoresivel, de nem tudott pontszerző helyen célba érni. A versenyt Giuseppe Farina nyerte meg, aki ezzel élete utolsó, ötödik győzelmét szerezte meg, és ő lett a sportág második legidősebb futamgyőztese, a maga 46 évével. Giuseppe Farina mögött Juan Manuel Fangio lett a második, Mike Hawthorn a harmadik. Az utolsó két pontszerző helyen két Maseratis gördült be, Felice Bonetto és Toulo de Graffenried.
|    | Rsz. | Versenyző                      | Csapat                | Körök | Idő/Kiesések   | Start | Pontok |
| -- | ---- | ------------------------------ | --------------------- | ----- | -------------- | ----- | ------ |
| 1  | 12   | Giuseppe Farina                | Ferrari               | 18    | 3:02'25,0      | 3     | 8      |
| 2  | 5    | Juan Manuel Fangio             | Maserati              | 18    | + 1'04,0       | 2     | 6      |
| 3  | 3    | Mike Hawthorn                  | Ferrari               | 18    | + 1'43,6       | 4     | 4      |
| 4  | 7    | Felice Bonetto                 | Maserati              | 18    | + 8'48,6       | 7     | 3      |
| 5  | 17   | Toulo de Graffenried           | Maserati              | 17    | + 1 kör        | 11    | 2      |
| 6  | 19   | Stirling Moss                  | Cooper-Alta           | 17    | + 1 kör        | 12    |        |
| 7  | 18   | Jacques Swaters                | Ferrari               | 17    | + 1 kör        | 19    |        |
| 8  | 1    | Alberto Ascari Luigi Villoresi | Ferrari               | 17    | + 1 kör        | 1     |        |
| 9  | 31   | Hans Herrmann                  | Veritas               | 17    | + 1 kör        | 14    |        |
| 10 | 20   | Louis Rosier                   | Ferrari               | 17    | + 1 kör        | 22    |        |
| 11 | 40   | Rodney Nuckey                  | Cooper-Bristol        | 16    | + 2 kör        | 20    |        |
| 12 | 24   | Theo Helfrich                  | Veritas               | 16    | + 2 kör        | 28    |        |
| 13 | 16   | Kenneth McAlpine               | Connaught-Lea-Francis | 16    | + 2 kör        | 16    |        |
| 14 | 36   | Rudolf Krause                  | BMW                   | 16    | + 2 kör        | 26    |        |
| 15 | 37   | Ernst Klodwig                  | BMW                   | 15    | + 3 kör        | 32    |        |
| 16 | 22   | Wolfgang Seidel                | Veritas               | 14    | + 4 kör        | 29    |        |
| Ki | 4    | Luigi Villoresi Alberto Ascari | Ferrari               | 15    | Motor          | 6     | 1      |
| Ki | 38   | Alan Brown                     | Cooper-Bristol        | 15    | Motor          | 17    |        |
| Ki | 8    | Onofre Marimón                 | Maserati              | 13    | Felfüggesztés  | 8     |        |
| Ki | 35   | Edgar Barth                    | EMW                   | 12    | Kipufogó       | 24    |        |
| Ki | 12   | Johnny Claes                   | Connaught-Lea-Francis | 12    | Visszalépett   | 25    |        |
| Ki | 26   | Oswald Karch                   | Veritas               | 10    | Visszalépett   | 34    |        |
| Ki | 23   | Willi Heeks                    | Veritas               | 8     | Visszalépett   | 18    |        |
| Ki | 9    | Jean Behra                     | Gordini               | 7     | Váltó          | 9     |        |
| Ki | 11   | Harry Schell                   | Gordini               | 6     | Motor          | 10    |        |
| Ki | 14   | Prince Bira                    | Connaught-Lea-Francis | 6     | Felfüggesztés  | 15    |        |
| Ki | 28   | Theo Fitzau                    | AFM-BMW               | 3     | Visszalépett   | 21    |        |
| Ki | 34   | Kurt Adolff                    | Ferrari               | 3     | Visszalépett   | 27    |        |
| Ki | 41   | Günther Bechem                 | AFM-BMW               | 2     | Visszalépett   | 30    |        |
| Ki | 10   | Maurice Trintignant            | Gordini               | 1     | Differenciálmű | 5     |        |
| Ki | 15   | Roy Salvadori                  | Connaught-Lea-Francis | 1     | Motor          | 13    |        |
| Ki | 32   | Erwin Bauer                    | Veritas               | 1     | Visszalépett   | 33    |        |
| Ki | 21   | Hans Von Stuck                 | AFM-Bristol           | 0     | Visszalépett   | 23    |        |
| Ki | 30   | Ernst Loof                     | Veritas               | 0     | Üzemanyagpumpa | 31    |        |

## Statisztikák
A versenyben vezettek: Alberto Ascari 4 kör (1-4), Mike Hawthorn 3 kör (5-7), Giuseppe Farina 11 kör (8-18)
- Ascari 13. pole-pozíciója (R)
- Ascari 9. versenyben futott leggyorsabb köre
- Nino Farina 5., utolsó győzelme.
- Ferrari 16. győzelme.

Váltott vezetéssel:
- 1-es autó Alberto Ascari (9 kör), Luigi Villoresi (8 kör).
- 4-es autó Luigi Villoresi (10 kör), Alberto Ascari (5 kör)